# Prix d'Amérique 2016
Prix d'Amérique 2016 var den 96:e upplagan av Prix d'Amérique, som gick av stapeln söndagen den 31 januari 2016 på Vincennesbanan i Paris i Frankrike.
I finalen segrade den femårige Bold Eagle, körd av Franck Nivard och tränad av Sébastien Guarato. Segern togs på nytt löpningsrekord. På andraplats kom Timoko och på tredjeplats den svenska stjärnan Oasis Bi.

## Resultat
| P  | S  | Häst              | Kusk                  | Tränare               | Land      | Odds  | Tid    |
| -- | -- | ----------------- | --------------------- | --------------------- | --------- | ----- | ------ |
| 1  | 10 | Bold Eagle        | Franck Nivard         | Sébastien Guarato     | Frankrike | 1,7   | 1.11,4 |
| 2  | 18 | Timoko            | Björn Goop            | Richard Westerink     | Frankrike | 6,3   | 1.11,5 |
| 3  | 9  | Oasis Bi          | Pierre Vercruysse     | Stefan P. Pettersson  | Sverige   | 61,8  | 1.11,5 |
| 4  | 13 | Akim du Cap Vert  | Franck Anne           | Franck Anne           | Frankrike | 20,8  | 1.11,6 |
| 5  | 5  | Moses Rob         | Pierre Levesque       | Salvatore Carro       | Italien   | 167,2 | 1.11,6 |
| 6  | 6  | Soléa Rivellière  | Sébastien Olivier     | Philippe Daugeard     | Frankrike | 223,6 | 1.11,7 |
| 7  | 7  | Bird Parker       | Yoann Lebourgeois     | Philippe Allaire      | Frankrike | 31,8  | 1.11,9 |
| 8  | 12 | Voltigeur de Myrt | Gabriele Gelormini    | Roberto Donati        | Frankrike | 21,7  | 1.11,9 |
| 9  | 15 | Univers de Pan    | Philippe Daugeard     | Philippe Daugeard     | Frankrike | 89,9  | 1.12,0 |
| 10 | 11 | Un Mec d'Héripré  | Roberto Andreghetti   | Fabrice Souloy        | Frankrike | 43,6  | 1.12,0 |
| 11 | 2  | Nephenta Lux      | Alessandro Gocciadoro | Alessandro Gocciadoro | Italien   | 225,7 | 1.12,4 |
| 12 | 14 | Mosaique Face     | Lutfi Kolgjini        | Lutfi Kolgjini        | Sverige   | 46,0  | 1.12,4 |
| 13 | 8  | Support Justice   | Eric Raffin           | Geir Vegard Gundersen | Norge     | 29,9  | 1.12,9 |
| 14 | 17 | Up And Quick      | Jean-Michel Bazire    | Franck Leblanc        | Frankrike | 7,7   | 1.13,0 |
| d  | 1  | Athos des Elfes   | Joël Van Eeckhaute    | Joël Van Eeckhaute    | Frankrike | 203,5 | g      |
| d  | 3  | Lionel            | Örjan Kihlström       | Fabrice Souloy        | Frankrike | 12,4  | g      |
| d  | 4  | Viking de Val     | Eric Lambertz         | Eric Lambertz         | Frankrike | 234,8 | g      |
| d  | 16 | Tiégo d'Etang     | Christian Bigeon      | Christian Bigeon      | Frankrike | 91,0  | g      |